# 고르골주

고르골주

고르골주(아랍어: ولاية كركول, 프랑스어: Gorgol)는 모리타니 남부에 위치한 주로, 주도는 카에디이며 면적은 13,600km2, 인구는 248,980명(2000년 기준)이다. 북쪽으로는 브라크나주와 아사바주, 남동쪽으로는 기디마카주와 인접해 있고 남서쪽으로는 세네갈강을 경계로 세네갈과 국경을 맞대고 있으며 4개 현(카에디현, 음부트현, 마가마현, 몽겔현)을 관할한다.